# Dolmen des Peirières
Le dolmen des Peirières est un édifice mégalithique situé à Villedubert, dans l'Aude.

## Historique
Le site a été découvert en 1972 par Jean Sol et été fouillé de 1973 à 2002 par Henri Duday. Les fouilles ont été extrêmement minutieuse et plus de 133 000 objets (restes osseux humains, éléments de microfaune, éléments géologiques) ont été relevés, afin de comprendre précisément l'organisation et l'évolution de la structure. Il a été inscrit en 1995 par le ministère de la Culture sur la liste des sites archéologiques d'intérêt national.

## Description
Le dolmen a été érigé à 113 m d'altitude sur une petite éminence dominant la plaine de l'Aude. L'édifice est le résultat d'un processus de remaniement architectural complexe qui est intervenu dès le Chalcolithique. Un premier dolmen a été construit. Il mesurait 8,50 m de long sur 2,20 m de large. Puis il fut réaménagé, peu de temps après. Les orthostates latéraux ont été rasés, voire complètement arrachés et détruits, et second dolmen a été reconstruit sur le premier, couvrant une superficie moindre (4,50 m de long sur 2,20 m de large). La couche de dépôts sépulcraux antérieure a alors été vidangée et les quelques éléments restants ont été recouverts de plaques en poudingue formant dallage, dont certaines correspondant aux anciens montants latéraux. Les nouveaux dépôts ont à leur tour été recouvert par une couche de galets et de poudingue afin de condamner le monument.
La dernière couche sépulcrale comportait les restes d'environ une soixantaine de personnes (adultes des deux sexes, enfants) et correspond à une période de dépôts relativement longue : les plus anciens squelettes étaient déjà disloqués lors des dépôts ultérieurs et les ossements des premières sépultures furent soigneusement rangés et regroupés par type (os longs, crânes). L'ensemble du mobilier funéraire retrouvé a été associé au Campaniforme.